# Charles Stewart Rolls
Charles Stewart Rolls (ur. 27 sierpnia 1877 w Londynie, zm. 12 lipca 1910 w Southbourne) – brytyjski przedsiębiorca i konstruktor lotniczy, jeden z pionierów motoryzacji i awiacji, razem z Henrym Royce'em współtwórca przedsiębiorstwa motoryzacyjnego Rolls-Royce.

## Życiorys
Charles Rolls urodził się 27 sierpnia 1877 w Londynie jako syn Johna Rollsa, barona Llangattock. Uczył się w Eton College i w Trinity College na Uniwersytecie Cambridge , gdzie zajmował się silnikami.
W 1896 pobił ówczesny rekord szybkości, osiągając prędkość 4 mil na godzinę, co spowodowało podniesienie limitu prędkości dla aut do 12 mil na godzinę. W 1906 poznał Henry'ego Royce'a, z którym założył firmę Rolls-Royce, zajmującą się produkcją samochodów. Royce zajął się w firmie stroną finansową zarządzania, podczas gdy Rolls zajmował się produkcją i projektowaniem.
Rolls zajmował się również lotnictwem, był pierwszym człowiekiem, który przeleciał nad kanałem La Manche w obie strony bez międzylądowania.
30 września 1906 roku Charles Rolls wraz z Colonelem Capperem uczestniczył w Pucharze Gordona Bennetta reprezentując Wielką Brytanię. Startując w Paryżu swój lot zakończył w nocy na południe od Hull. Ostatecznie zajęli trzecią pozycję.
Zginął w wypadku lotniczym 12 lipca 1910 w Southbourne. Był pierwszą ofiarą katastrofy lotniczej w Wielkiej Brytanii.